# Schloss Klein Öls

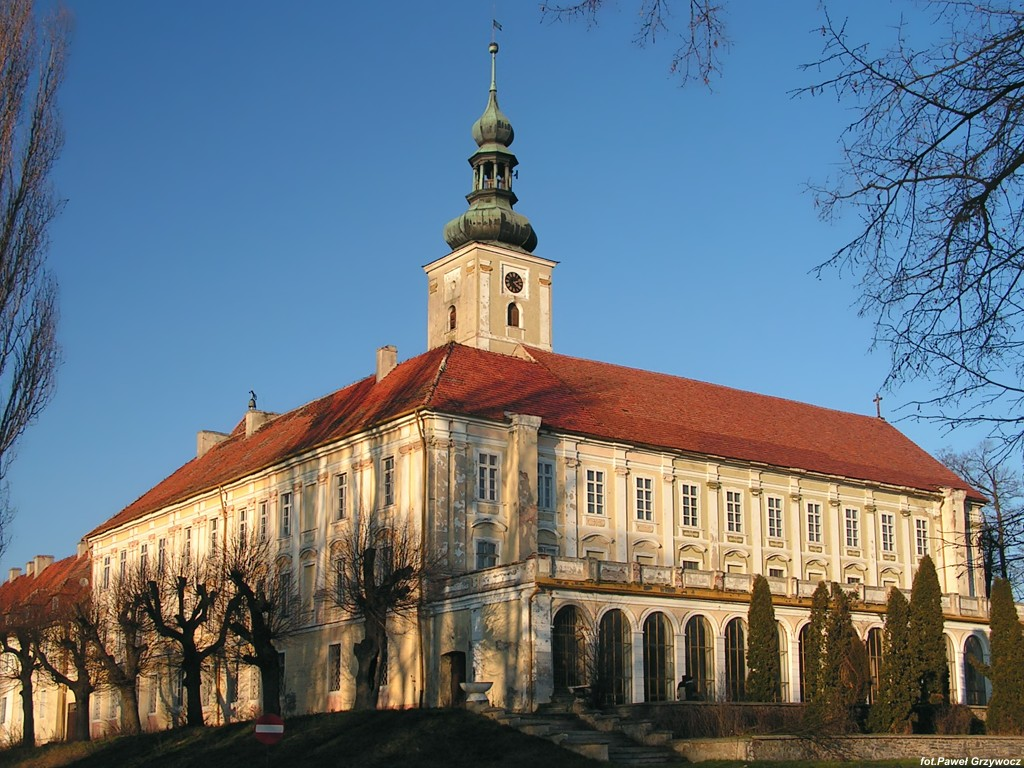
Schloss Klein Öls

Schloss Klein Öls (polnisch Pałac w Oleśnicy Małej) ist ein Schloss in Oleśnica Mała (deutsch Klein Öls) in der Woiwodschaft Niederschlesien in Polen.

## Geschichte
Vermutlich geht die heutige Anlage auf eine Wasserburg zurück, die unter Herzog Boleslaw I. als Jagdsitz erbaut wurde. Ab 1193 war der Ort im Zehntbesitz des Breslauer Sandstifts. Vermutlich auf Wunsch der später heiliggesprochenen Hedwig von Andechs ließ sich der Templerorden in Klein Öls nieder. Nach dessen Auflösung 1312 wurde das Gut dem Johanniterorden übergeben. Dessen Kommende war damals die größte in Schlesien.
Mit Errichtung des dreigeschossigen Westflügels und des Südtrakts wurde das vormalige Jagdschloss zu einer Dreiflügelanlage umgebaut. Die Lücke zwischen West- und Nordflügel wurde 1711 durch einen zweigeschossigen Bau geschlossen. Nach dem Ersten Schlesischen Krieg 1742 fiel es zusammen mit Klein Öls an Preußen.
Mit der Säkularisation fiel das Schloss 1810 an den preußischen Staat, der das Schloss dem späteren Generalfeldmarschall Ludwig Yorck von Wartenburg schenkte. Dieser ließ eine Bibliothek einrichten und den Komplex ostseitig durch einen Verbindungsbau erweitern. Im Jahr 1904 entstand ein auf elliptischem Grundriss errichtetes neobarockes Treppenhaus, das mit einem Risalit, dem Sophienturm und flankierenden Pfeilerkolonnaden mit Altan akzentuiert ist.
Der umgebende Landschaftspark geht in seiner heutigen Gestalt auf das 19. Jahrhundert zurück. Der Garten wurde bereits 1678 in einem Urbarium als Obst- und Fasanengarten beschrieben. Im Park steht das von Carl Ferdinand Langhans entworfene Mausoleum der Grafen Yorck von Wartenberg. Neben dem Mausoleum wurde 1864 ein vom Dresdner Bildhauer Christian Daniel Rauch geschaffer Bronzeabguss des Generalfeldmarschalls Ludwig Yorck von Wartenberg aufgestellt. Weitere Eigentümer und Kirchenpatrone waren unter anderem der Jurist Paul Yorck von Wartenburg, verheiratet mit der Generalstochter Luise von Wildenbruch, dann deren Sohn, das Herrenhaus-Mitglied und Landrat Heinrich Yorck von Wartenburg.
Klein Öls war als Majorat im Zusammenhang mit den anderen großen Standesherrschaften in Schlesien ein Familienfideikommiss, gesamt neun Gutseinheiten, seit 1819 in Form der Primogenitur vererbt, in Verwaltung eines Güterdirektors sowie eines Rentamtes.
Letzter deutscher Eigentümer war Paul Graf Yorck von Wartenburg, Bruder des nach dem Hitler-Attentat hingerichteten Peter Graf Yorck von Wartenburg. Paul wurde in Sippenhaft genommen und sein Besitz eingezogen. Die 120.000 Bände umfassenden Bibliothek war schon vorher nach Bad Warmbrunn gebracht worden. Seit dem Kriegsende 1945 befindet sie sich in verschiedenen polnischen und russischen Bibliotheken. Im Schloss wurde später eine Pflanzenzuchtanstalt untergebracht.

## Bauwerk
Ältester Teil der Anlage ist der 1593 erbaute Nordflügel, der nach Zerstörungen im Dreißigjährigen Krieg 1642 wieder aufgebaut wurde. Die Schlosskirche, außen durch einen Turm mit welscher Haube gekennzeichnet, ist als mit Stichkappe überwölbten Saalbau und einem Akanthus-Hauptaltar aus dem 18. Jahrhundert besonders bemerkenswert.